# Hippasa greenalliae
Hippasa greenalliae là một loài nhện trong họ Lycosidae.
Loài này thuộc chi Hippasa. Hippasa greenalliae được John Blackwall miêu tả năm 1867.